# Distretto di Kayabe
Il distretto di Kayabe (茅部郡?) è uno dei distretti della sottoprefettura di Oshima, Hokkaidō, in Giappone.
Attualmente comprende i comuni di Mori e Shikabe.